# Cal Vallvé
Cal Vallvé és una obra de Porrera (Priorat) inclosa a l'Inventari del Patrimoni Arquitectònic de Catalunya.

## Descripció
Edifici de planta quasi quadrangular, bastit de maçoneria i obra, arrebossada i pintada, de planta baixa, dos pisos i golfes i cobert per teulada a dos vessants. A la façana s'obren dues portes a la planta baixa, tres balcons a cada un dels pisos i una galeria de sis finestres en arc de mig punt. Si l'edifici no presenta major interès arquitectònic, la façana conserva, en canvi, un restaurat rellotge de sol, datat originàriament del 1851.